# Квашені огірки

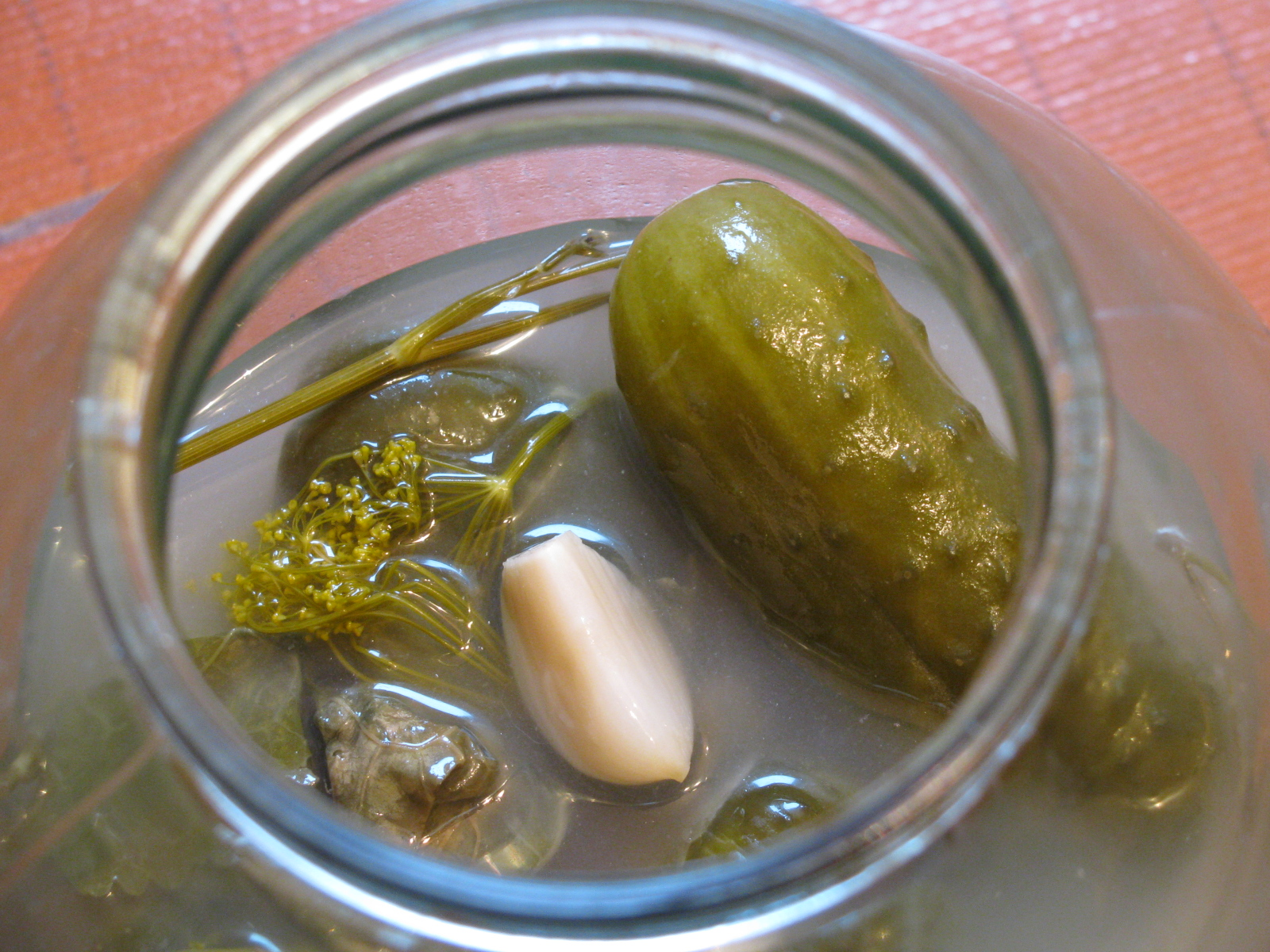
Огірки квашені в розсолі

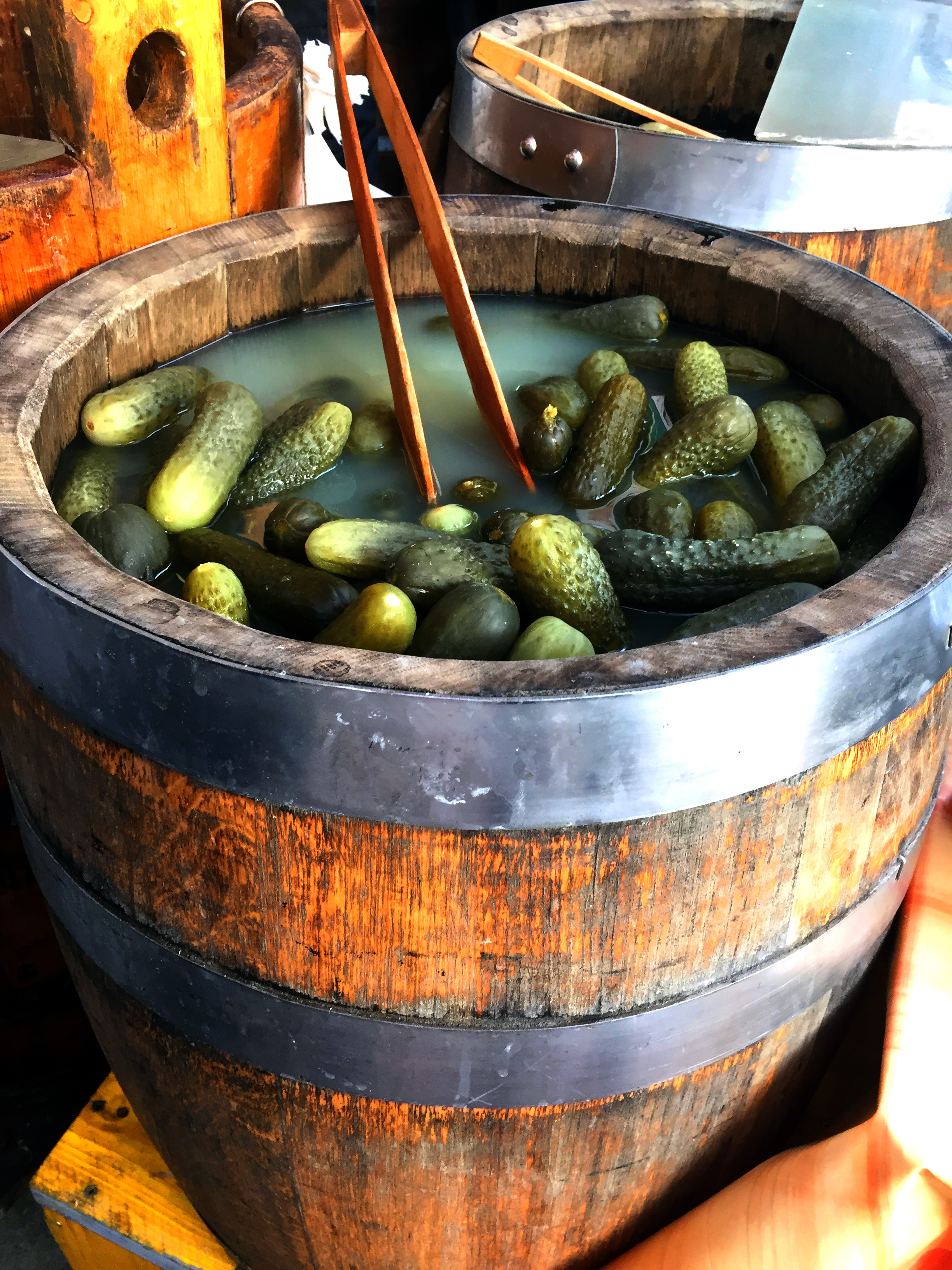
Огірки залиті у розсолі, так звані "діжкові огірки", одна із традиційних страв в Україні

Квашені огірки́ — традиційна страва української кухні, виготовлена з огірків методом їх квашення в розсолі із води, кухонної солі, часнику, кропу, листя хрону, смородини, вишні, дуба, каштана. Квасять зазвичай у діжках, бутлях або слоїках, хоча згодиться і звичайне емальоване відро. 
Квашення (помилково також соління від рос. соление) огірків ґрунтується на молочнокислому бродінні, під час якого утворюється молочна кислота, що є консервантом і не дає огіркам зіпсуватися.
Квашені огірки вживають у їжу як самостійну закуску, а також використовують для приготування салатів, розсольників, солянок.

## Рецепти приготування солених огірків

### Рецепт 1
- Склад: На 10 кг огірків — 250 г зеленого кропу у стадії цвітіння ("парасольки"), 50 г коренів хрону, 2-3 головки часнику, 100 г листя смородини (100–150 штук), 100 г дубового листя (25 штук), 20 г подрібненого гострого перцю (за бажанням). Ропа: на 1 літр води — 2 столових ложки нейодованої солі "без гірки". Ропа має бути достатньо солена.

- Приготування: Однакові за розміром огірки замочити на 5–8 год. у холодній воді, щоб стали твердими і не зморщувалися при солінні. Щільно скласти в слоїк або діжку, залити ропою так, щоб покрило огірки, на дно і між огірками покласти прянощі. Зверху накрити ганчіркою, на неї поставити дерев'яну решітку або круг і якийсь вантаж. Спочатку треба щодня збирати плісняву, а дерев'яну решітку або круг і ганчірку кожні 2–3 дні промивати водою.

### Рецепт 2

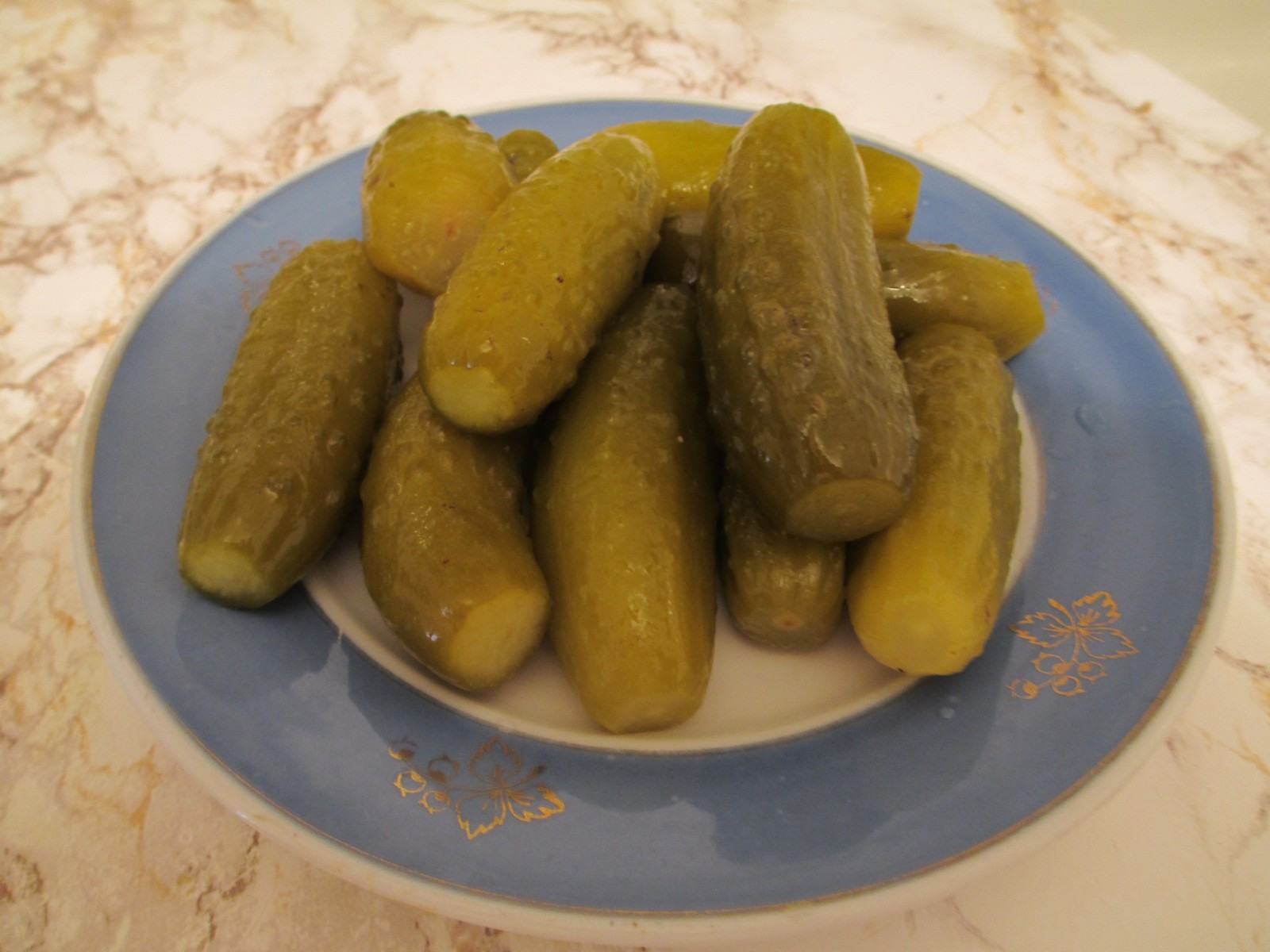
Солені огірки

- Склад: На 3-літровий слоїк: огірки, кріп, листя вишні, смородини, лавровий лист, гіркий перець, часник, 70 г солі.

- Приготування: Огірки помити, заповнити 3-літрові слоїки, щедро вистеливши дно помитою зеленню кропу, листям вишні, смородини, лавровим листком, перцем чилі. Чимало часнику потерти на великій тертушці, пересипати огірки у міру наповнення слоїка. Покласти сіль, залити холодною водою, закрити капроновими кришками, перевернути догори дном, щоб сіль не осіла на дно, а за годину занести до льоху — на постійне зберігання.

### Рецепт 3
- Склад: 10 кг огірків, 150 г цибулі, 100 г часнику, 5 г чорного перцю, 5 г цукру, 10 г суцвіть і стебел кропу, 150 г листя петрушки, 4–5 г лаврового листя, 10 г листя селери, 400 г солі.
- Склад заливки: на 1 ст. ложку оцту — 40 г солі, вода.
- Приготування: Огірки вимити, натерти сіллю і залишити на ніч у холодному місці. Наступного дня огірки обтерти від солі й укласти в підготовлений посуд: ряд огірків, ряд приправ. Залити оцтом і сіллю.

### Рецепт 4. Соління огірків у діжках
- Склад: 50 кг огірків, 1,5 кг кропу (стебла з листям і насінням), 0,5 шт. листя і 150 г коренів хрону, 0,5 кг листя смородини, 5–7 головок часнику, 5 стручків червоного гіркого перцю.
- Склад заливки: на 10 л води — 800 г солі.
- Приготування: Для засолювання беруться огірки пізніх зборів завдовжки 8–15 см. Їх вимочують і миють. Ретельно чистять, миють і ріжуть приправи, кладуть на дно діжок і поверх огірків. Стінки діжки натирають часником. Щільно укладають огірки і заливають розсолом. Відкриті діжки накривають полотнинкою, зверху кладуть дерев'яний кружок з листяних порід, ґніт і накривають полотнинкою.

Спочатку посуд з огірками утримують у приміщенні з температурою 18–20 градусів тепла, а через кілька днів переносять у холодне місце. При необхідності доливають розсіл (на 1 л води 20 г солі й 9 г лимонної кислоти).
Кружки періодично миють, а щоб не розвивалася пліснява, розсіл посипають сухою гірчицею.